# José Roberto Mendonça de Barros
José Roberto Mendonça de Barros (São Paulo, 1944) é um economista brasileiro, ex-secretário de Política Econômica do Ministério da Fazenda entre 1995 e 1998, e ex-secretário-executivo da Câmara de Comércio Exterior da Presidência da República entre abril e novembro de 1998. Foi professor da Universidade de São Paulo por mais de 30 anos, de 1967 a 2002, e é sócio da MB Associados, primeira consultoria brasileira fundada em 1978.
Em 1978 fundou a MB Associados, empresa de consultoria econômica, da qual ainda é sócio, e que atende aproximadamente 50 das maiores empresas e instituições financeiras brasileiras, especialmente no setor de agronegócio.
Entre 1995 e 1998 comandou a Secretaria de Política Econômica do Ministério da Fazenda.
Desenvolveu e estruturou o Projeto do Novo Mercado para a BOVESPA e pertenceu ao Comitê Estratégico da Companhia Vale do Rio Doce de 2001 a 2005.
Irmão de Luiz Carlos Mendonça de Barros, o Mendonção, foi obrigado a renunciar depois do escândalo do grampo do BNDES, um esquema de favorecimento de empresas no leilão da Telebrás, em 1998, que também derrubou seu irmão do Ministério das Comunicações.